# Pàtria
|  | Per a altres significats, vegeu «Pàtria (desambiguació)». |

La pàtria ve determinada per la nació o unitat històrico-cultural amb la qual se senten identificats els que han nascut en una col·lectivitat o en formen part. El sentiment que tenen algunes persones envers la seva pàtria és el patriotisme.

## Etimologia
Ve del llatí patrĭa que significa pàtria o clan, que ve de patris terra paterna i ve de pater que en llatí vol dir pare.

## En el Jocs Florals
Els lema dels Jocs Florals era "Pàtria, fe i amor".
El concepte de pàtria referma la personalitat d'un país. Sovint, els seus habitants veuen en la seva llengua el símbol més important d'identitat nacional.